# Copa Panamericana Bajo Techo de Hockey femenino de 2004
La II Copa Panamericana Bajo Techo de Hockey femenino de 2004 se celebró en Valencia (Venezuela) entre el 21 al 24 de julio  de 2004. 
En esta ocasión, Cuba se enfrentó a Venezuela en una serie de seis partidos y ganó todos. Al haber conseguido más puntos, Cuba se coronó campeón y Venezuela, por lo tanto, como subcampeón.

## Equipos participantes
- Cuba
- Venezuela

## Grupo Único
| Equipo    | J | G | E | P | GF | GC | DG  | PTS |
| --------- | - | - | - | - | -- | -- | --- | --- |
| Cuba      | 6 | 6 | 0 | 0 | 28 | 5  | +23 | 18  |
| Venezuela | 6 | 0 | 0 | 6 | 5  | 28 | -23 | 0   |

- Resultados

| Fecha | Hora¹ | Partido   | Partido | Partido   | Resultado |
| ----- | ----- | --------- | ------- | --------- | --------- |
| 21.07 | 15:00 | Venezuela | -       | Cuba      | 1-2       |
| 21.07 | 19:00 | Cuba      | -       | Venezuela | 5-2       |
| 22.07 | 10:00 | Venezuela | -       | Cuba      | 0-7       |
| 22.07 | 18:00 | Cuba      | -       | Venezuela | 6-1       |
| 23.07 | 18:00 | Cuba      | -       | Venezuela | 4-0       |
| 24.07 | 10:30 | Venezuela | -       | Cuba      | 1-4       |

| Campeón Copa Panamericana Bajo Techo de Hockey 2004 |
| --------------------------------------------------- |
| Cuba Primer Título                                  |

### Clasificación general
1. Cuba
2. Venezuela